# جيسون ديناير
جيسون غريغوري ماريان ديناير (بالهولندية: Jason Grégory Marianne Denayer) (مواليد 28 يونيو 1995 في جيتي، بلجيكا) هو لاعب كرة قدم بلجيكي يلعب كمدافع مع نادي شباب الأهلي الإماراتي و منتخب بلجيكا لكرة القدم. سبق له أن لعب في بطولة أمم أوروبا لكرة القدم 2016 مع منتخب بلاده.

## مسيرته الكروية
لعب جيسون ديناير خلال مسيرته الاحترافية مع 5 أندية في سبعة مواسم وسجل خلالها 7 أهداف ضمن 148 مباراة. حيث فاز في موسم واحد بالكأس وفي ثلاثة مواسم بالدوري.
خاض جيسون ديناير مسيرته مع نادي مانشستر سيتي في موسم 2013–14 لمدة موسم واحد، لم يشارك في أي مباراة ولم يسجل أي هدف. ثم انتقل إلى نادي سلتيك في موسم 2014–15 لمدة موسم واحد، حيث شارك في 29 مباراة سجل خلالها 5 أهداف. لينتقل بعدها إلى نادي غلطة سراي في موسم 2015–16 في المرة الأولى لمدة موسم واحد ثم في موسم 2017–18 لمدة موسم واحد، مشاركًا طوالها في 39 مباراة ولم يسجل أي هدف. ثم انتقل إلى نادي سندرلاند في موسم 2016–17 لمدة موسم واحد، مشاركًا في 24 مباراة ولم يسجل أي هدف أيضًا. هذا وانتقل لاحقًا إلى نادي أولمبيك ليون في موسم 2018–19 ولمدة موسمين، مشاركًا في 56 مباراة سجل خلالها هدفين.

## روابط خارجية
- جيسون ديناير على موقع الاتحاد الدولي (مؤرشف)  (الإنجليزية)
- جيسون ديناير على موقع الاتحاد الأوربي (الإنجليزية)
- جيسون ديناير على موقع الاتحاد البلجيكي (الإنجليزية)
- جيسون ديناير على موقع اتحاد تركيا (لاعب) (الإنجليزية)
- جيسون ديناير على موقع إي إس بي إن إف سي (الإنجليزية)
- جيسون ديناير على موقع قاعدة بيانات كرة القدم.إي يو (الإنجليزية)
- جيسون ديناير على موقع ليكيب (الفرنسية)
- جيسون ديناير على موقع ناشيونال فوتبول تيمز (الإنجليزية)
- جيسون ديناير على موقع Soccerbase.com (لاعب) (الإنجليزية)
- جيسون ديناير على موقع Soccerway.com (الإنجليزية)